# Ross MacDonald
David Ross MacDonald (ur. 27 stycznia 1965 w Vancouver) – kanadyjski żeglarz sportowy. Dwukrotny medalista olimpijski.
Brał udział w pięciu igrzyskach olimpijskich (IO 88, IO 92, IO 96, IO 00, IO 04), na dwóch zdobywał medale w klasie Star. W 1992 zdobył brąz, w 2004 wywalczył srebro. Podczas pierwszego startu partnerował mu Eric Jespersen, osiem lat później Mike Wolfs. W 1994 zdobył złoto mistrzostw świata. W 1999 i 2000 był drugi na tej imprezie, w 1989 trzeci.